# Franc Čuček
Franc Čuček, slovenski veletrgovec in industrialec, * 16. januar 1882, Kutinci, † 1969.

## Življenje in delo
Čuček je nekaj let obiskoval gimnazijo v Mariboru in pričel 1903 trgovati z vinom, pozneje je na Ptuju začel izdelovati penino (šampanjec) in 1922 ustanovil pri Lovrencu na Dravskem polju lesno predelovalno tovarno, 1923 tovarno tehtnic, prevzel tovarno parfumov v Strnišču in jo pridružil podjetju na Ptuju.